# Hans Stuffer
Hans Stuffer (11 aprile 1961) è un ex sciatore alpino tedesco che gareggiò per la nazionale tedesca occidentale..

## Biografia
Stuffer, originario di Samerberg e padre di Carina, a sua volta sciatrice alpina, in Coppa del Mondo ottenne il primo podio, nonché primo piazzamento, nel supergigante di Garmisch-Partenkirchen del 27 gennaio 1985 (3º); ai Mondiali di Crans-Montana 1987, sua prima partecipazione iridata, si classificò 5º nello slalom gigante, mentre a quelli di Vail 1989 fu 15º nel supergigante. Si ritirò al termine della stagione 1989-1990 e il suo ultimo piazzamento agonistico fu nel supergigante di Coppa del Mondo disputato a Hemsedal il 10 marzo, quando salì per la terza e ultima volta sul podio nel massimo circuito (3º); non prese parte a rassegne olimpiche.

## Palmarès

### Coppa del Mondo
- Miglior piazzamento in classifica generale: 30º nel 1987
- 3 podi:
  - 1 secondo posto
  - 2 terzi posti

### Campionati tedeschi
- 4 medaglie (dati parziali fino alla stagione 1985-1986)[1]:
  - 2 ori (slalom gigante nel 1983; slalom gigante nel 1985)
  - 2 argenti (slalom gigante nel 1986; supergigante nel 1987)